# Barbosella
Barbosella es un género de orquídeas, la mayoría de ellas trepadoras. Este género cuenta con alrededor de 19 especies distribuidas entre América Central y Brasil. Cuentan con flores individuales con un pétalo labial. 

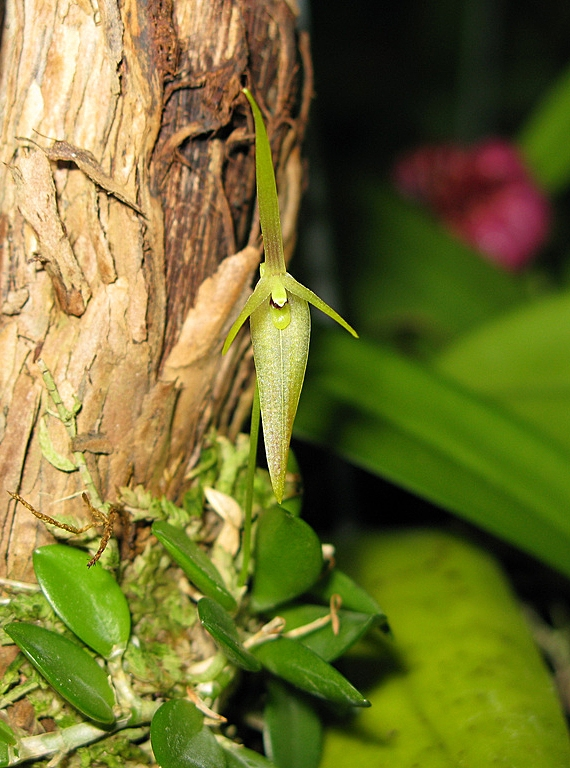
Barbosella cogniauxiana

## Descripción
Son orquídeas epífitas, pequeñas, glabras, rizoma largamente rastrero y delgado, raíces filiformes, flexuosas, glabras; tallos secundarios cortos, no pseudobulboso-engrosados, 1-foliados. Hojas por lo general lineares hasta espatuladas, a veces obovadas o elípticas. Inflorescencias unifloras, por lo general solitarias, generalmente más largas que las hojas, las flores blancas o amarillas, los segmentos del perianto membranáceos; sépalos similares, liguliformes, generalmente obtusos, los laterales más o menos connados; pétalos más pequeños y más angostos que los sépalos, con los bordes a menudo papilosos; labelo generalmente mucho más pequeño que los sépalos, articulado con el pie de la columna, liguliforme, obtuso, retuso, acuminado o a veces apiculado, simple o en la mitad basal con lobos bien desarrollados, 1–3-carinado; columna bastante corta, suberecta, semiterete, con pie corto, alada, el rostelo bastante largo, recurvado, lingüiforme, la antera terminal, operculada, incumbente, cuculada, polinios 4, ceráceos, clavados o piriformes.

## Taxonomía
Se cree que Barbosella miersii es diferente del resto de las especies de Barbosella debido a su labio inferior. Se creó el género monotípico Barbrodria para albergar a esta especie.
El género fue descrito por Rudolf Schlechter y publicado en Repertorium Specierum Novarum Regni Vegetabilis 15(427/433): 259–260. 1918.
Etimología
Barbosella: nombre genérico que fue otorgado en honor de João Barbosa Rodrigues, investigador de orquídeas brasileñas.

## Especies
- Barbosella australis  (Cogn.) Schltr. 1918
- Barbosella circinata  Luer 1977
- Barbosella cogniauxiana  (Speg. & Kraenzl.) Schltr. 1918
- Barbosella crassifolia  (Edwall) Schltr., 1918
- Barbosella cucullata (Lindl.) Schltr. 1918
- Barbosella dolichorhiza  Schltr. 1920
- Barbosella dusenii  (Samp.) Schltr. 1918
- Barbosella gardneri  (Lindl.) Schltr. 1918
- Barbosella geminata  Luer 1980
- Barbosella macaheensis  (Cogn.) Luer  2000
- Barbosella miersii  (Lindl.) Schltr. 1918
- Barbosella orbicularis  Luer 1976
- Barbosella portillae  Luer 2002
- Barbosella prorepens  (Rchb.f.) Schltr. 1918
- Barbosella ricii  Luer & R.Vásquez 2000
- Barbosella schista  Luer & R.Escobar 1983
- Barbosella spiritu-sanctensis  (Pabst) F.Barros & Toscano  1990
- Barbosella trilobata  Pabst 1956
- Barbosella vasquezii  Luer 2000